# Holland & Barrett

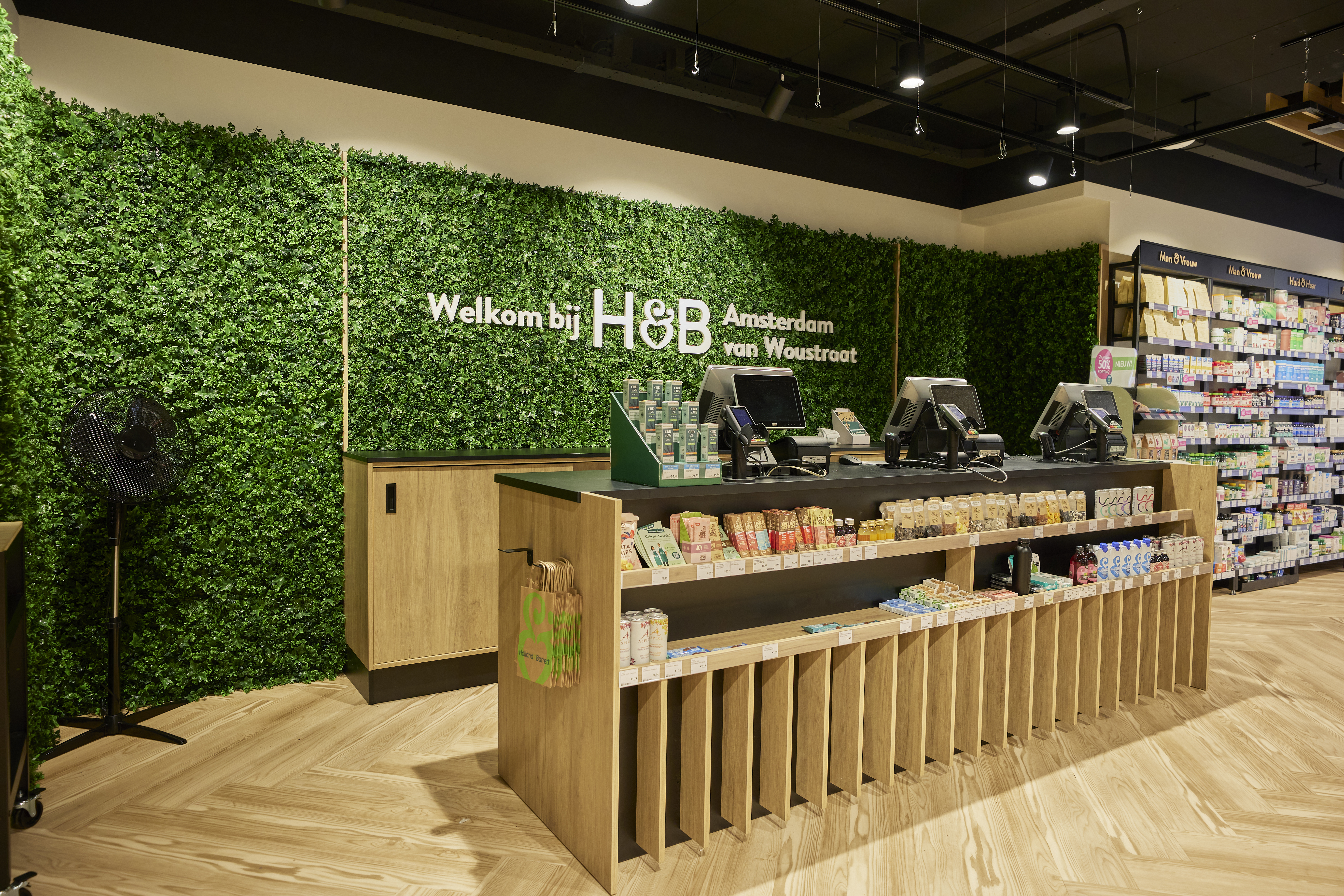
Een vestiging van Holland & Barrett in Amsterdam.

Holland & Barrett is een van oorsprong Britse keten van 1.300 gezondheidswinkels in zestien landen. De keten heeft vooral veel winkels in het Verenigd Koninkrijk, Ierland, Nederland, België, de Volksrepubliek China (inclusief Hongkong), India, Saoedi-Arabië en de Verenigde Arabische Emiraten.

## Geschiedenis
Holland & Barrett werd in 1870 opgericht door Alfred Slapps Barrett en William Holland, die een groentewinkel kochten in Bishop's Stortford in het oosten van Engeland en begonnen met de verkoop van groente en kleding. Ze ontwikkelden het bedrijf naar twee winkels, een groentewinkel en een kledingwinkel. In 1900 opende er ook een winkel in Epsom. 
In 1920 werd de keten verkocht aan Alfred Buton & Sons, maar de naam bleef behouden. Sindsdien is de keten meerdere keren opnieuws van eigenaren veranderd. Tussen 1970 en 1992 was het onderdeel van de Booker Group, tussen 1992 en 1997 van LloydsPharmacy en het Amerikaanse NBTY. Uiteindelijk werd NBTY overgenomen door de investeringsmaatschappij The Carlyle Group. In 2003 werden de Belgische keten Essenza en de Nederlandse keten De Tuinen onderdeel van het Britse Holland & Barrett. Ze zijn vanaf 2015 verdergezet onder de naam Holland & Barrett.
In 2017 werd de volledige keten te koop aangeboden. Een aantal bedrijven toonden interesse, waaronder de A.S. Watson Group, eigenaar van onder andere Kruidvat, ICI PARIS XL en Trekpleister. Uiteindelijk werd de keten voor £1,8 miljard verkocht aan L1 Retail, een fonds onder controle van de Russische miljardair Mikhail Fridman.
Fridman stapte in 2022 uit de moedermaatschappij van L1 Retail, nadat de Europese Unie sancties had opgelegd in verband met de Russische inval in Oekraïne.